# 平野博文
平野博文（1949年3月19日—），日本政治家，立憲民主黨黨员。曾任文部科學大臣、內閣官房長官。
和歌山縣伊都郡出生。中央大學理工學部電工學科畢業後，松下電氣產業入社。1996年，眾議院議員總選舉初次當選。1998年，民主黨參加。此後，黨務歷任副幹事長，國會對策委員長代理，總務局長，幹事長代理。2009年9月，鳩山由紀夫內閣的內閣官房長官。2011年，野田內閣成立時，民主黨國會對策委員長。2012年1月，野田改造內閣主管教育行政的文部科學大臣起用了。2015年1月，岡田克也「次的內閣」的文部科學大臣，2020年夏季東京奧運大會・残奥大會擔當大臣。2017年9月，就任民進黨副代表。2018年9月，就任國民民主黨幹事長。

## 所屬團體・議員連盟
- 天皇陛下御即位二十年奉祝国会議員連盟（副実行委員長）
- 日朝友好議員連盟

## 荣誉
- 旭日大绶章（2024年4月29日[1]）

## 關聯項目
- 電機連合

## 外部連結
- 平野博文 ホームページ （页面存档备份，存于）
- 平野博文動画サイト 平野ちゃんねる

| 政府职务        | 政府职务                    | 政府职务          |
| --------------- | --------------------------- | ----------------- |
| 前任： 中川正春 | 文部科學大臣 2012年         | 繼任： 田中真紀子 |
| 前任： 河村建夫 | 內閣官房長官 2009年－2010年 | 繼任： 仙谷由人   |

1. ↑  （日語） (PDF). 内阁府. 2024-04-29  [2024-05-05]. （原始内容存档 (PDF)于2024-05-05）.